# 伏帝難
伏帝难（?—?），是唐朝初期的回纥首领，药罗葛氏，为回纥首领承宗的近亲。
719年，伏帝匐死后，伏帝难与承宗同为回纥首领。727年，河西节度使王君㚟（chuo）诬陷承宗等都督谋反。唐玄宗将承宗流放岭南瀼州（治所在临江县，今广西壮族自治区上思县），之后死在那里。承宗族子瀚海府司马护输率众归漠北，逃往突厥，唐朝以伏帝难继承瀚海都督之位，辖留居在甘、凉一带的回纥部众。伏帝难之后，瀚海都督府被废。护输子骨力裴罗后来成为回纥汗国第一任可汗。